# خلیج تریسته
خلیج تریسته (انگلیسی: Gulf of Trieste) خلیج کم عمق دریای آدریاتیک در قسمت شمالی منتهی دریای آدریاتیک است که بخشی از خلیج ونیز محسوب می شود و در ایتالیا، اسلوونی و کرواسی مرز مشترک دارد. از جنوب توسط شبه جزیره  ایستریا، بزرگترین شبه جزیره در دریای آدریاتیک، که بین کرواسی و اسلوونی مرز مشترک دارد، بسته شده است. کل دریای اسلوونی بخشی از خلیج تریسته است.